# 대형 (영화)
대형은 1974년 공개된 대한민국의 영화이다.

## 배역
- 신성일
- 신영일
- 최정민
- 최인숙
- 이연숙
- 추석양
- 김웅
- 김기범
- 천동석
- 전숙
- 석인수
- 임예심
- 박예숙
- 권오상
- 김승남